# K Line
Kawasaki Kisen Kaisha, Ltd. (川崎汽船株式会社 Kawasaki Kisen Kabushiki-gaisha), også kaldet "K" Line eller KKK, er en stor japansk shippingvirksomhed der flytter primært japansk gods over hele verden.
K Line ejer og administrerer mange fragtskibe, heriblandt bulk carriers, containerskibe, tankskibe (også gastankere) og RoRo-færger.
Firmaet er den tiendestørste shippingvirksomhed i verden [kilde mangler].
- Etableret: 5. april 1919
- Indskudt kapital: 29.689 millioner yen
- Kerneområder: Forsikring, drift af varelagre, godstransport til lands, til vands og i luften
- Børsnotering: Tokyo, Osaka, Nagoya, Fukuoka, Frankfurt, Bruxelles

## Historie

### 1919-1937
"K" Line (opkaldt efter tre K'er i initialerne) blev dannet da Kojiro Matsukata slog Kawasaki Kisen, Kawasaki Zosen og Kokusai Kisen sammen i et joint management for at danne en stærk handelsflåde på 40 til 50 skibe, der skulle sevicere Atlanten, Nord- og Sydamerika, Afrika samt Middelhavet og Østersøen. Ifølge Lloyds var firmaet nummer 13 på verdensranglisten i 1926, mellem NYK Line (9.) og O.S.K. (nu Mitsui O.S.K. Lines) (14.).

### 1938-1945
I løbet af anden verdenskrig mistede Kawasaki Kisen 56 ud af 68 fartøjer.

### 1946-1961
I denne periode gik firmaet tilbage til primært at bygge og administrere skibe, mens man genopbyggede hovedkontorer rundt om i verden. Indtægterne øgedes igen, og man tog flere skridt for at genopbygge firmaets styrke.

### 1962-1967
Efter sammenlægning med Iino Kisen forøgedes formuen med 9 milliarder yen, og den samlede flåde bestod af 104 skibe, hvoraf 55 var ejet af K Line. Denne sammenlægning gav K Line et solidt fundament for dynamiske fremtidsplaner, både som et af verdens største shipping-firmaer og som en velafbalanceret integreret organisation.